# Jules Lacourière
Louis Alexandre Lacourière dit Jules Lacourière, né le 29 janvier 1818 à Paris 6e et mort à Gentilly le 23 octobre 1855, est un acteur français.

## Biographie
Fils d'un libraire-éditeur du boulevard du Temple, il débute sur scène en 1839 au Petit-Lazari et au théâtre Saint-Marcel. En 1843, il passe au théâtre du Vaudeville avant de partir pour Bordeaux où il est engagé pour la saison 1843-1844 au théâtre des Variétés, et de revenir à Paris au théâtre du Palais-Royal où il fait partie de la troupe pendant dix ans. Il y participe entre autres à la création de six pièces d'Eugène Labiche parmi lesquelles les célèbres Embrassons-nous, Folleville ! en mars 1850, dont il interpréte le rôle du chevalier de Folleville, et Un Chapeau de paille d'Italie en août 1851.
En décembre 1841, il avait épousé Catherine Lepeintre, fille du comédien et auteur dramatique Emmanuel Lepeintre dit Lepeintre cadet, laquelle mourut à peine quatre ans plus tard, âgée de vingt-sept ans.
En 1854, atteint de troubles mentaux, Lacourière est soigné plusieurs mois dans la clinique du docteur Blanche à Passy, sans succès. 
Il est ensuite interné à l'hôpital de Bicêtre le 1er mars 1854 et y reste jusqu'à son décès le 23 octobre de l'année suivante, des suites d'une congestion apoplectique, à l'âge de 37 ans. 

## Carrière au théâtre
- 1839 : 1796-1810, vaudeville en deux actes d'Eugène Devaux et Ernest Brisson au théâtre Saint-Marcel (25 août)[14] : le soldat de la République / le grognard de l'Empire
- 1839 : A minuit !, drame en trois actes d'Alphonse Poujol et Alexandre-Marie Maréchalle, au théâtre Saint-Marcel (16 novembre)[15] : Bichoni
- 1843 : Lucrèce, ou la Femme sauvage, parodie en un acte et en vers de la tragédie de François Ponsard, de Charles Monselet et Gabriel Richard, au théâtre des Variétés de Bordeaux (7 octobre)
- 1843 : La Vendetta, vaudeville en un acte de Philippe Dumanoir et Paul Siraudin, au théâtre des Variétés de Bordeaux (23 octobre)
- 1844 : Les Bohémiens de Paris, drame en cinq actes d'Adolphe Dennery et Eugène Grangé, au théâtre des Variétés de Bordeaux (8 mars)
- 1844 : Le Tourlourou, vaudeville en cinq actes de Charles Varin, Paul de Kock et Desvergers, au théâtre du Palais-Royal (10 septembre) : Carabine[16]
- 1844 : Deux Papas très bien ou la Grammaire de Chicard, comédie-vaudeville en un acte d'Eugène Labiche, au théâtre du Palais-Royal (16 novembre) : Me Gélinotte
- 1844 : Les Suites d'une averse, vaudeville en acte de Paul de Kock et Louis Boyer, au théâtre du Palais-royal (29 décembre) : Ananas
- 1844 : Les Petites bonnes de Paris, vaudeville en quatre actes de Lubize et Leroux, au théâtre du Palais-Royal (30 décembre) : Médard
- 1845 : Une Nuit terrible, folie-vaudeville de carnaval de Charles Varin et Xavier, au théâtre du Palais-Royal (23 février) : Isidore
- 1845 ; La Pêche aux beaux-pères, comédie-vaudeville en deux actes de Jean-François Bayard et Thomas Sauvage, au théâtre du Palais-Royal (16 juin) : Muller
- 1845 : Brancas le rêveur, vaudeville en un acte d'Alexandre Delavergne et Déaddé Saint-Yves, au théâtre du Palais-Royal (13 août) : Lorrain
- 1845 : L'Aimanach des 25.000 adresses, comédie-vaudeville en trois actes de Ferdinand de Villeneuve et Edouard Lafargue, au théâtre du Palais-Royal (30 août) : Hector Didier
- 1845 : Le Code des Femmes, vaudeville en un acte mêlée de couplets de Dumanoir, au théâtre du Palais-Royal (18 octobre) : Louchon
- 1845 : Une Femme laide, comédie-vaudeville en deux actes de Jules de Prémaray, au théâtre du Palais-Royal (16 décembre) : Pistol
- 1846 : L'Enfant du Carnaval, folie en quatre actes de Dumanoir et Clairville, au théâtre du Palais-Royal (20 février) : Borromée
- 1846 : Les Tartelettes à la reine, vaudeville en un acte de Louis-Emile Vanderburch et Desforges, au théâtre du Palais-Royal (19 août) : Julien
- 1846 : Le Bonhomme Richard, vaudeville en trois actes de Mélesville et Pierre Carmouche, au théâtre du Palais-Royal (26 septembre) ; Ovide
- 1847 : Père et portier, vaudeville en deux actes de Jean-François Bayard et Antoine-François Varner, au théâtre du Palais-royal (8 mai) : Adolphe Dumarteau
- 1847 : Le Roman de la pension, comédie en un acte mêlée de vaudevilles, de Jean-François Bayard et Saint-Laurent, au théâtre du Palais-Royal (15 novembre) :
- 1847 : Jacques le fataliste, vaudeville en deux actes de Dumanoir et Bernard Lopez, au théâtre du Palais-Royal (13 novembre) : Landry, le chef des brigands
- 1847 : Le Banc d'huîtres, revue de 1847 en 4 actes et sept tableaux de Dumanoir et Clairville, au théâtre du Palais-Royal (28 décembre) : un chevalier / Pouponette
- 1848 : Vestris 1er, ou le Dieu de la danse, comédie-vaudeville en deux actes de Mélesville et Gustave Lemoine, au théâtre Montansier (25 mars) : Dorigny
- 1848 : L'Ange de ma tante, comédie-vaudeville en un acte de Lajariette et Alfred Delacour, au théâtre Montansier (30 mai) : Jacques
- 1849 : E. H., vaudeville en un acte d'Eugène Moreau, Paul Siraudin et Alfred Delacour, au théâtre Montansier (7 avril) : Hachet
- 1849 : Une Femme qui a une jambe de bois, vaudeville en un acte de Lubize et Hermant, au théâtre du Palais-Royal (16 juillet) : Baptiste
- 1849 : Les Atômes crochus, comédie-vaudeville en un acte de Mélesville et Boniface, au théâtre Montansier (23 juillet) : Gaillardin
- 1849 : Un Oiseau de Passage, comédie-vaudeville en un acte de Jean-François Bayard et Louis-Emile Vanderburch, au théâtre du Palais-Royal (4 août) : Léopold
- 1850 : La République des lettres, calembours alphabétiques mêlés de couplets de Paul Siraudin et Clairville, au théâtre Montansier (9 février) : la lettre M
- 1850 : Embrassons-nous, Folleville !, comédie-vaudeville en un acte d'Eugène Labiche, au théâtre du Palais-Royal (6 mars) : le chevalier de Folleville
- 1850 : L'Odalisque, comédie-vaudeville en deux actes de Mélesville et Xavier, au théâtre Montansier (28 mars) : Scipion
- 1850 : Le Sous-préfet s'amuse, vaudeville en deux actes de Jean-François Bayard et Antoine Varner, au théâtre Montansier (16 avril) : Chauvinet
- 1850 : Traversin et Couverture, parodie en quatre actes du poème Toussaint Louverture de Lamartine par Eugène Labiche, au théâtre Montansier (26 avril) :Moïse
- 1850 : Un Monsieur qui suit les femmes, comédie-vaudeville en deux actes de Théodore Barrière et Adrien Decourcelle, au théâtre Montansier (18 novembre) : M. de Cerny
- 1850 : Les Extases de M. Hochenez, comédie mêlée de couplets de Marc-Michel, au théâtre Montansier (9 décembre) : Caudebec
- 1851 : Un chapeau de paille d'Italie, comédie en cinq actes d'Eugène Labiche, au théâtre du Palais-Royal (14 août) : Achille de Rosalba
- 1851 : La Garde-malade, vaudeville en un acte de Paul de Kock et Louis Boyer, au théâtre Montansier (décembre) : Sandomir
- 1852 : La Vénus à la fraise, ou une Femme sur les bras, vaudeville en un acte de Clairville et Jules Cordier, au théâtre du Palais-Royal (31 décembre) : Fortuné
- 1852 : L'Eau de Javelle, comédie-vaudeville en un acte mêlée de couplets de Gabriel de Lurieu et Charles Dupeuty, au théâtre du Palais-Royal (29 janvier) ; Guénégaud
- 1852 : Las dansores espagnolas, jocosa toquadillas, vaudeville en un acte de Jean-François Bayard et Edmond de Biéville, au théâtre du Palais-Royal (3 février) : Edouard
- 1852 : Le Prince Ajax, comédie-vaudeville en deux actes mêlée de chants de Léon Laya, au théâtre du Palais-Royal (10 février) : le Comte
- 1852 : Le Trou des lapins, vaudeville en un acte des frères Cogniard, au théâtre du Palais-Royal (27 août) : Rougeot
- 1852 : La Perdrix rouge, d'Adrien Decourcelle et Lambert-Thiboust, au théâtre du Palais Royal (11 septembre) : Valfleury
- 1852 : Une charge de cavalerie, comédie-vaudeville en un acte d'Eugène Labiche (31 décembre) : Jean-Pierre / Saturnin
- 1853 : La Chasse aux corbeaux, comédie-vaudeville en cinq actes d'Eugène Labiche, au théâtre du Palais-Royal (23 juin) : Bartavelle
- 1853 : Fraîchement décorée, à-propos-vaudeville en un acte de Jules Cordier et Clairville, au théâtre du Palais-Royal (25 juin) : un architecte
- 1853 : Monsieur Guillaume, ou le Voyageur inconnu, vaudeville en un acte de Pierre-Yves Barré, Jean-Baptiste Radet et Desfontaines-Lavallée, au théâtre du Palais-Royal (décembre) : Lafleur